# Puzzle (Biffy Clyro)
Puzzle è il quarto album della band alternative rock Biffy Clyro, pubblicato il 4 giugno 2007. È il primo album della band dopo l'abbandono della Beggars Banquet, nonostante sulla copertina del disco ne compaia ancora il logo.
L'album ha debuttato al secondo posto della Official Albums Chart ed è stato scelto dalle riviste inglesi Kerrang! e Rock Sound come miglior album del 2007.

## Il disco
Puzzle è stato registrato tra settembre e novembre 2006 tra il The Warehouse Studio di Vancouver e il The Farm Studio di Gibsons. Prodotto da Garth "GGGarth Richardson", l'album è stato poi mixato a New York da Andy Wallace. La band ha dichiarato di aver composto 40 pezzi per il disco, alcuni dei quali in seguito pubblicati come b-side. Alla lavorazione dell'album hanno preso parte il compositore Graeme Revell e la Seattle Symphony Orchestra. La copertina del disco è opera di Storm Thorgerson, così come quella di tutti i singoli estratti.

## Tracce
1. Living Is a Problem Because Everything Dies – 5:18
2. Saturday Superhouse – 3:19
3. Who's Got a Match? – 2:23
4. As Dust Dances – 4:34 – contiene la traccia 2/15ths (1:02)
5. A Whole Child Ago – 3:07
6. The Conversation Is... – 3:40
7. Now I'm Everyone – 3:50
8. Semi-Mental – 3:22 – contiene la traccia 4/15ths (0:45)
9. Love Has a Diameter – 3:53
10. Get Fucked Stud – 3:37
11. Folding Stars – 4:15
12. 9/15ths – 2:46
13. Machines – 3:56

Bonus Track edizione CD+DVD
1. Drop It – 2:36

Bonus Track edizione giapponese
1. I'm Behind You – 2:34
2. Coward – 3:42

## Formazione

### Gruppo
- Simon Neil - voce e chitarra
- James Johnston - basso e seconda voce
- Ben Johnston - batteria, percussioni e seconda voce

### Altri musicisti
- Ben Kaplan - tastiere, programmazione
- Mike Norman - tastiere, sassofono in "Now I'm Everyone"
- Dorothy Lawson - violoncello in "Machines"

### Orchestra
- Graeme Revell - composizione per strumenti a corda, direttore d'orchestra
- Steve Bryant, Tim Garland, Simon James, Kwan Bin Park, John Pilskog, Clark Story, Jeanne Wells Yablons - violini
- Sue Jane Bryant, Scott Ligocki, Roxanna Patterson - viole
- Chuck Jacot, Rajan Krishnaswami - violoncelli
- Kathy Haight, Lara Papadakis, Maria Johnson, Kari Frost, Jennifer Ivester, Deborah Stephens, Paul Karaitis, Jacob Winkler, Vern Nicodemus, Charles Stevens - cori